# ジャック・リナール
ジャック・リナール（Jacques Linard、1597年 - 1645年）は17世紀のフランスの画家である。何点かの静物画が残されていて評価されている。

## 略歴
フランス北部、オーブ県のトロワで1597年9月6日に洗礼を受けた記録が残されている。父親のJehan Linardは画家であったとされるがその作品は残されていない。妹は画家クロード・ボーデッソン(Claude Baudesson)と結婚して、静物画家として知られるニコラ・ボーデッソンは甥である。1620年代にはパリで活動し、画家Romain Tréhoireの娘と結婚したことや、1645年9月12日に葬儀が行われ、パリのサン・ニコラ・デ・シャン教会に埋葬されたことなどが知られている。
リナールの1638年の静物画、"Les cinq sens"には蘇軾の『赤壁賦』が描かれた中国製の陶器に盛られた果物などが描かれている。

## 作品

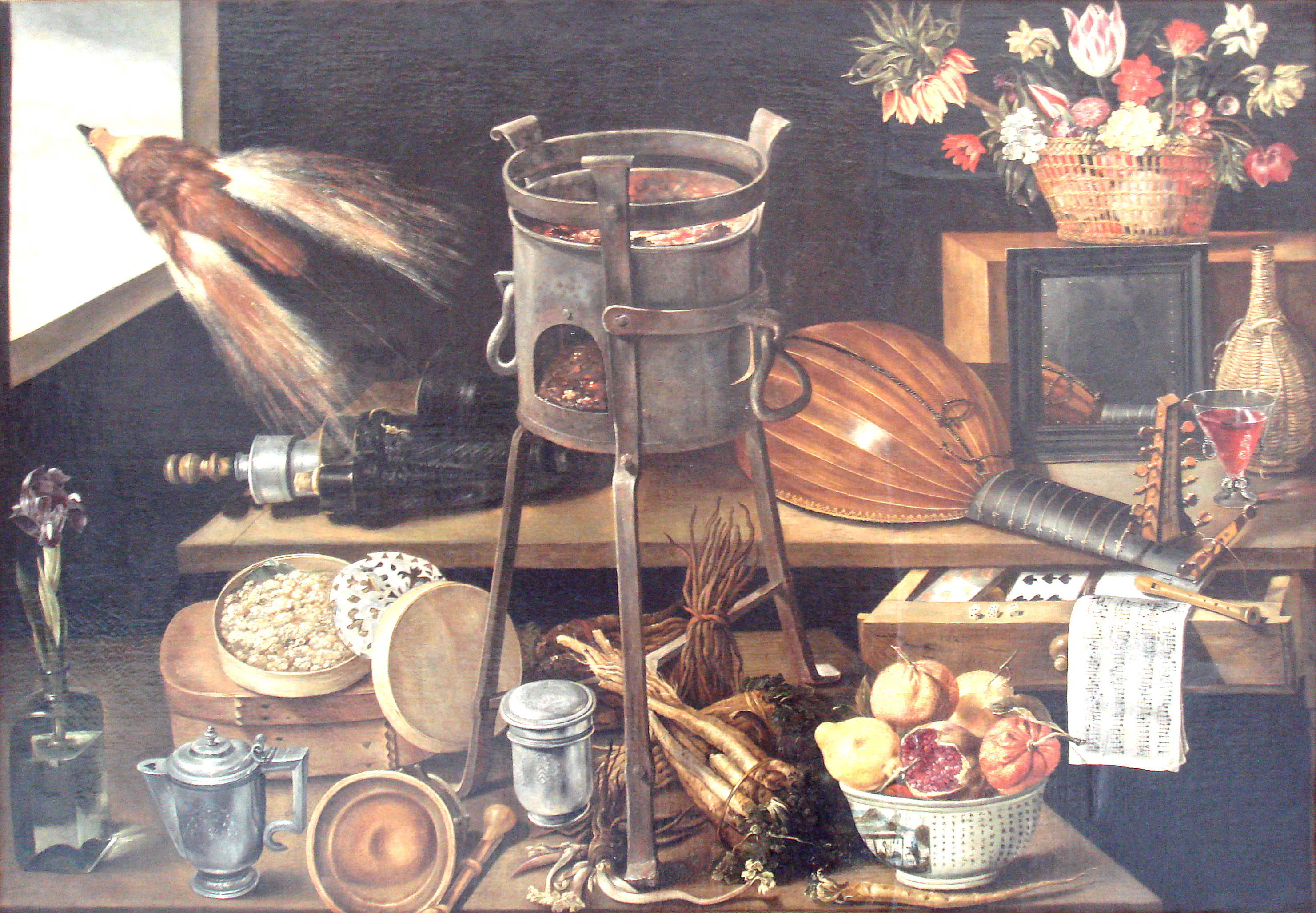
" Les cinq sens et les quatre elements" (1627)
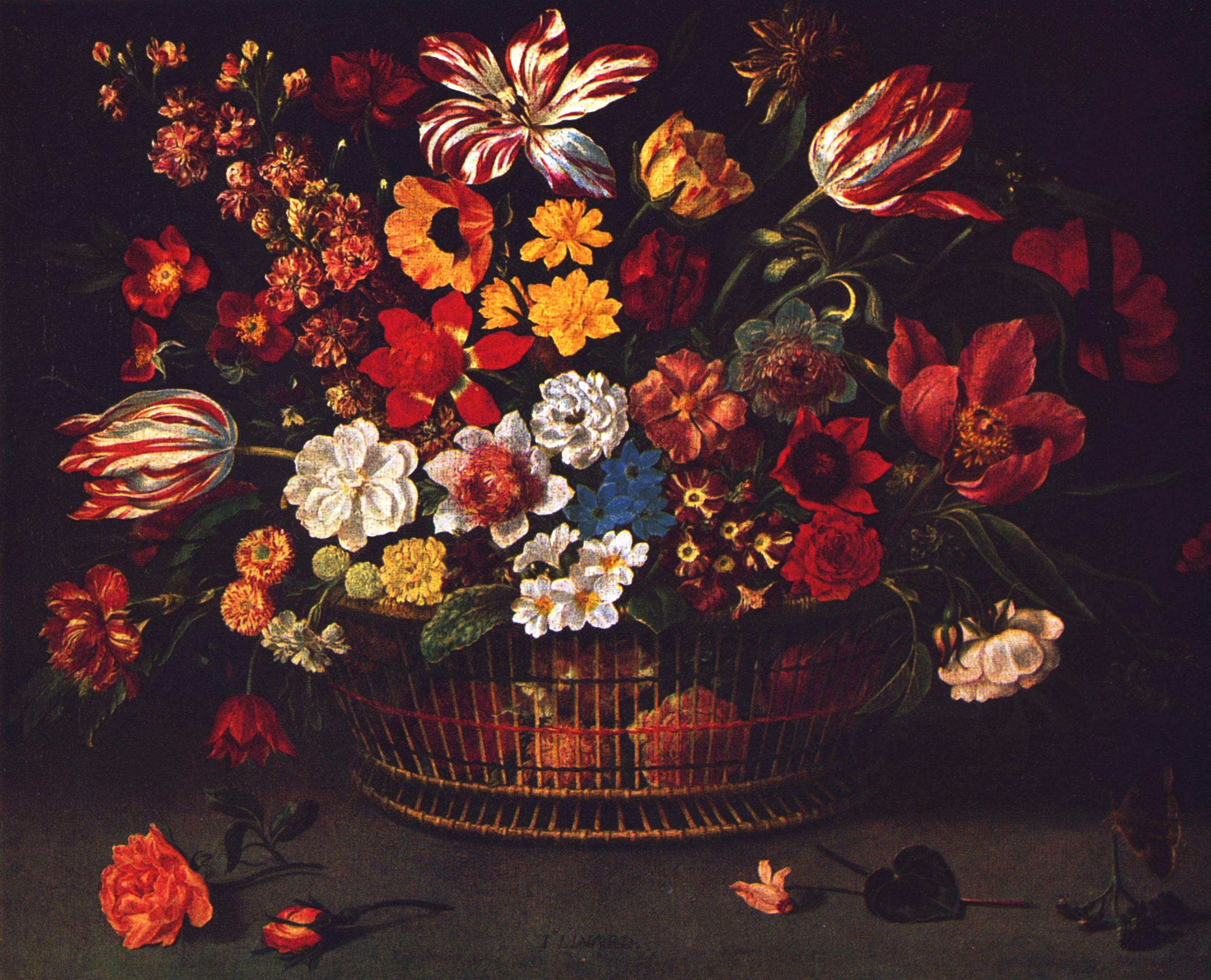
「花籠」
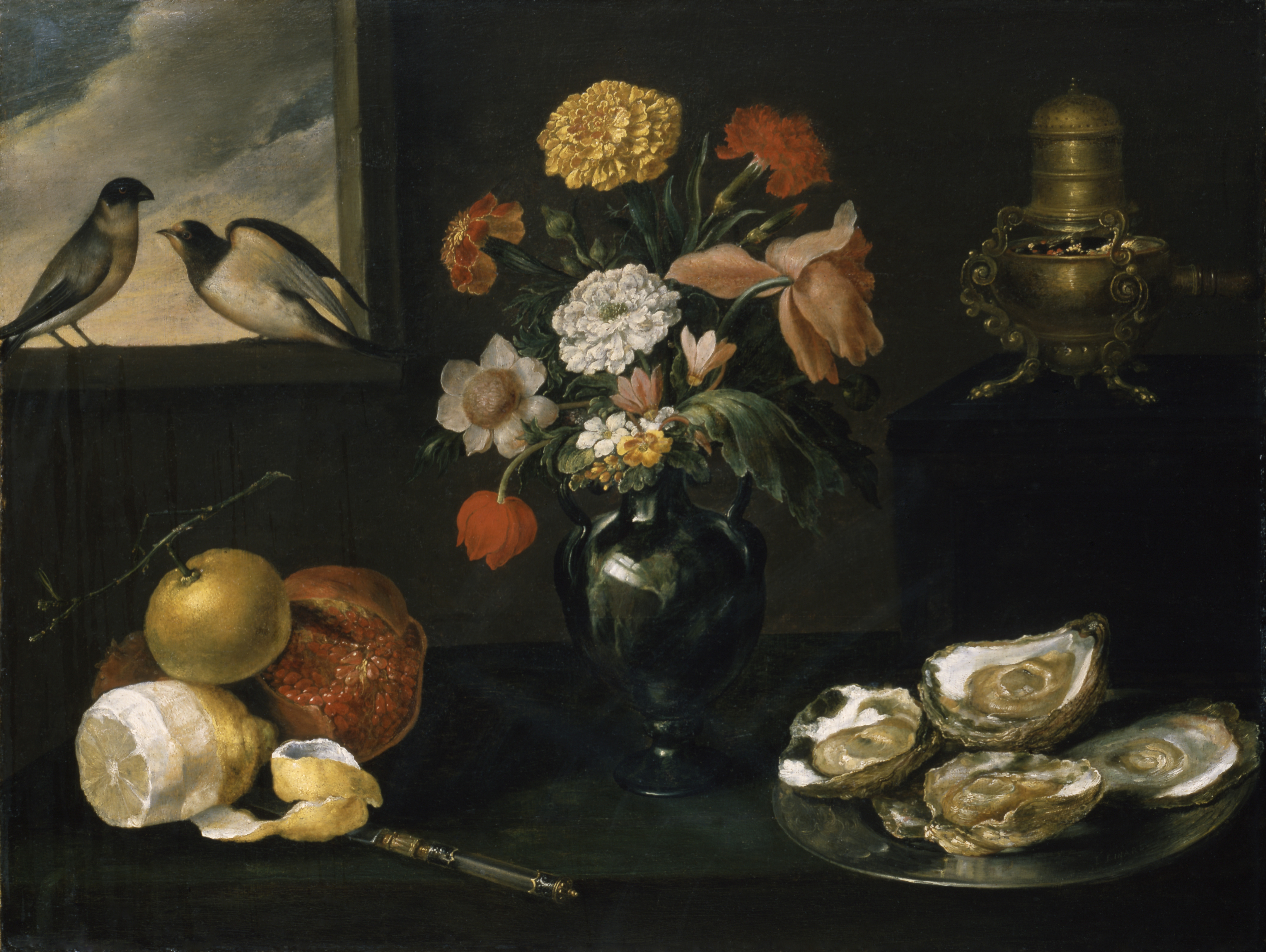

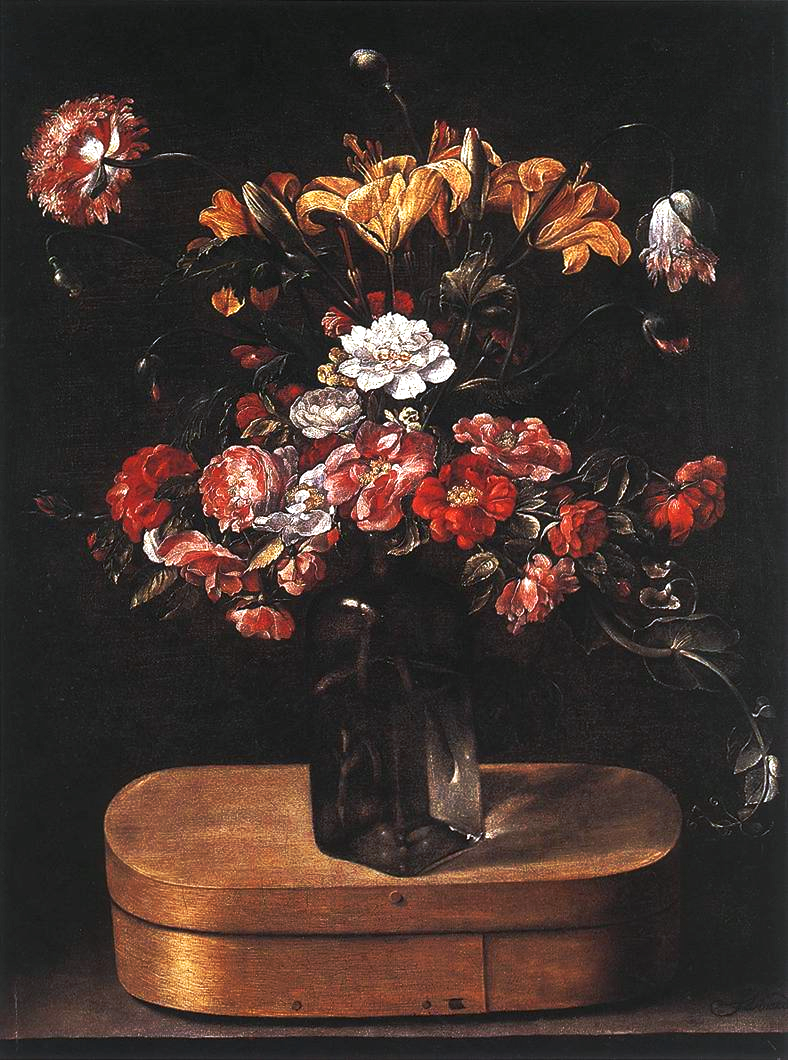
「木箱の上の花束」(c.1640)
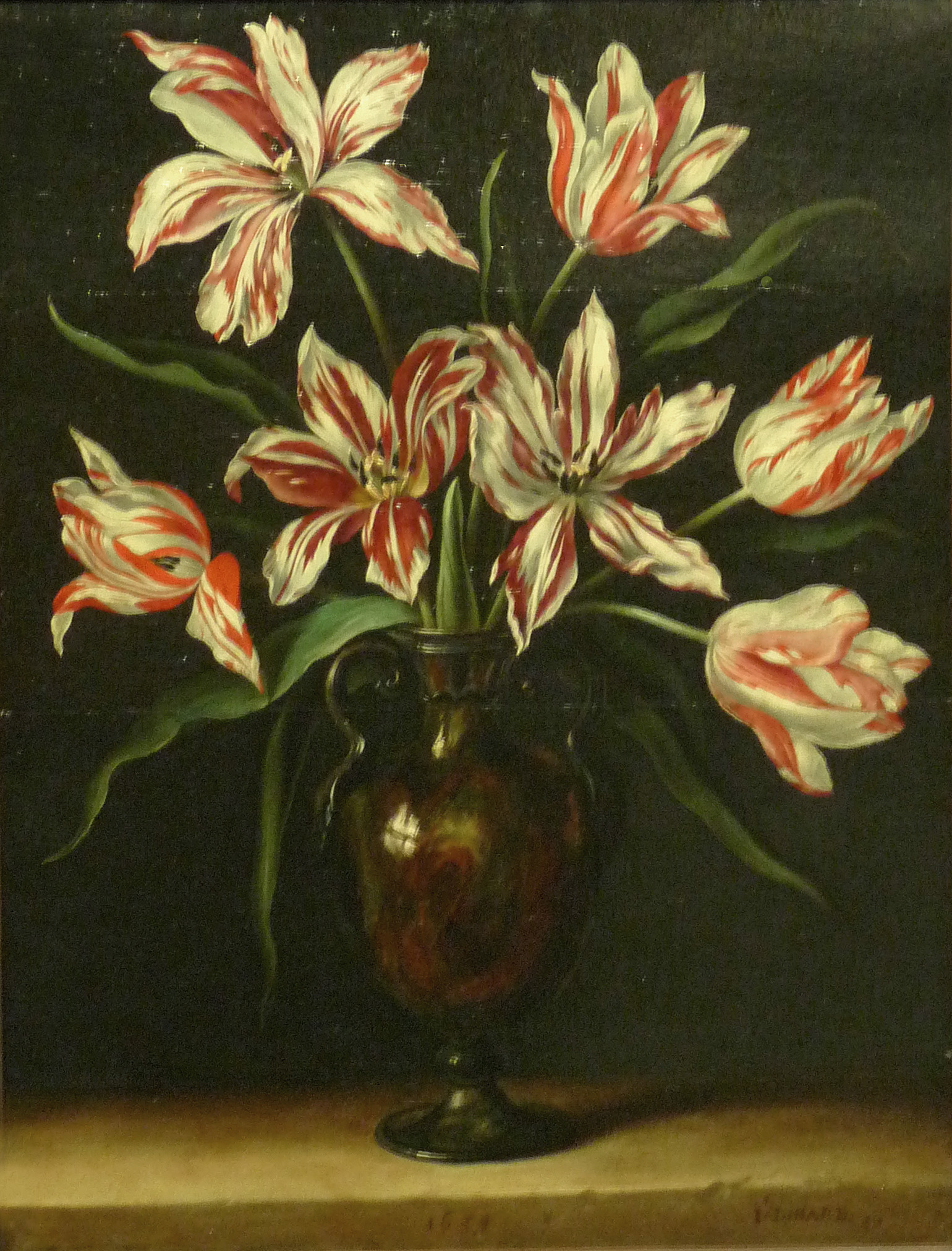
チューリップ
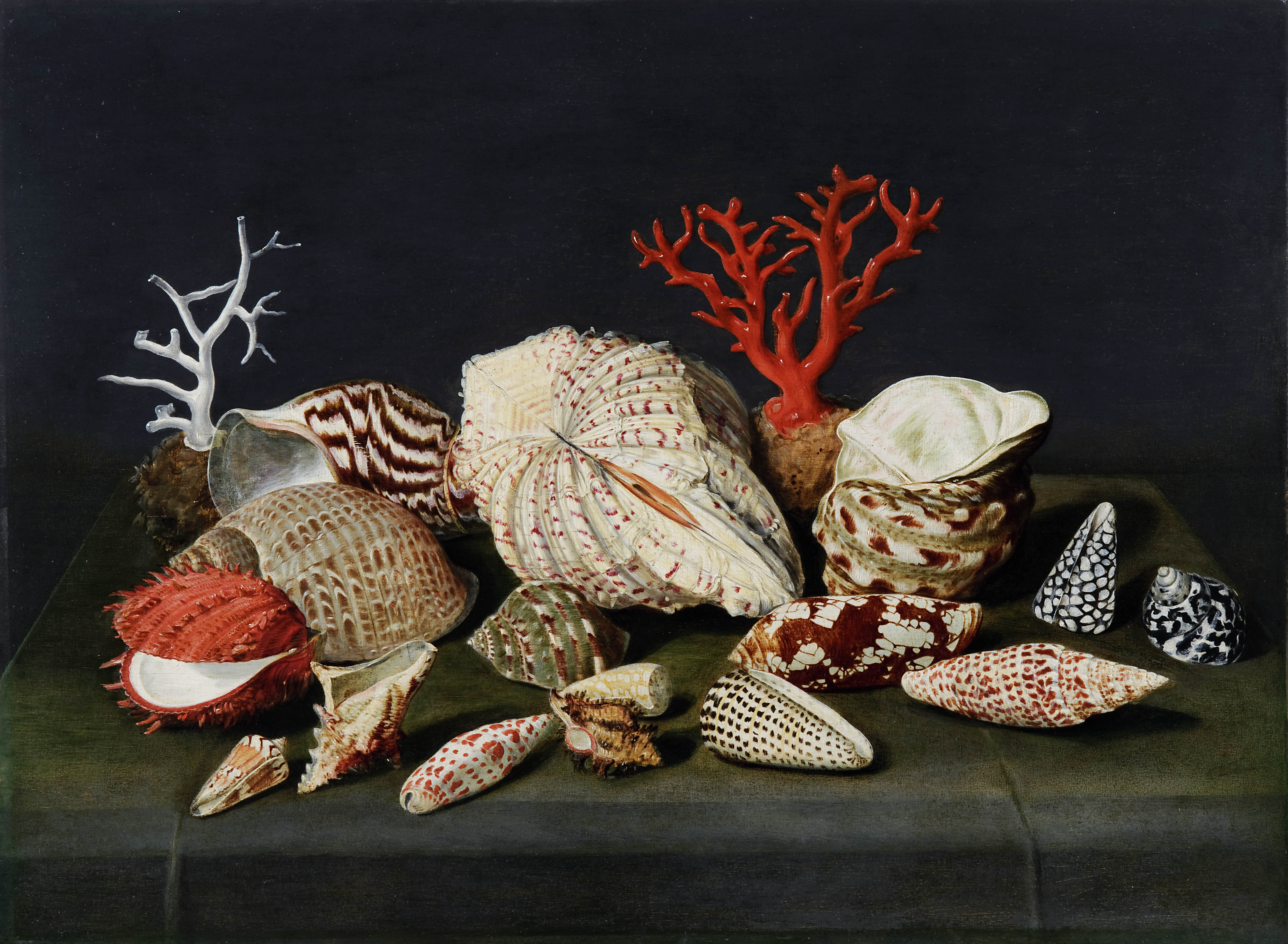
貝殻とサンゴ
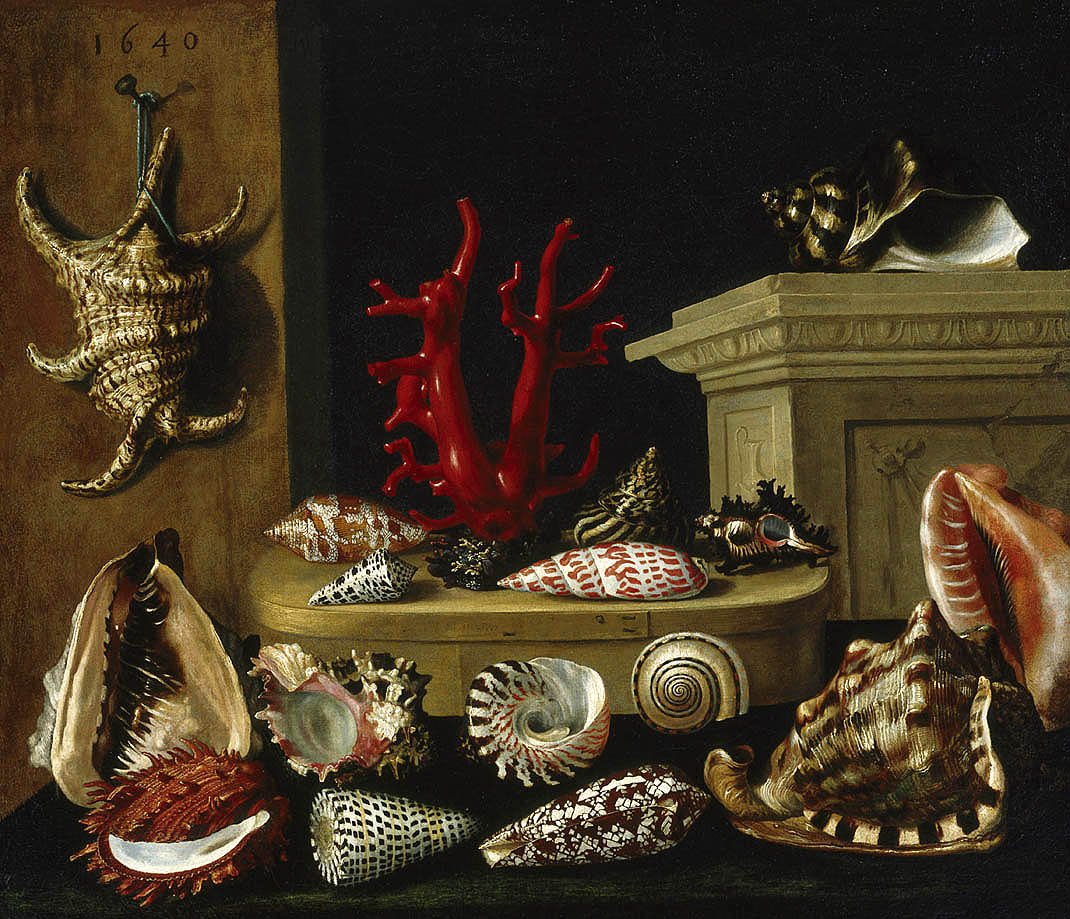